# Johannes Ahlburg

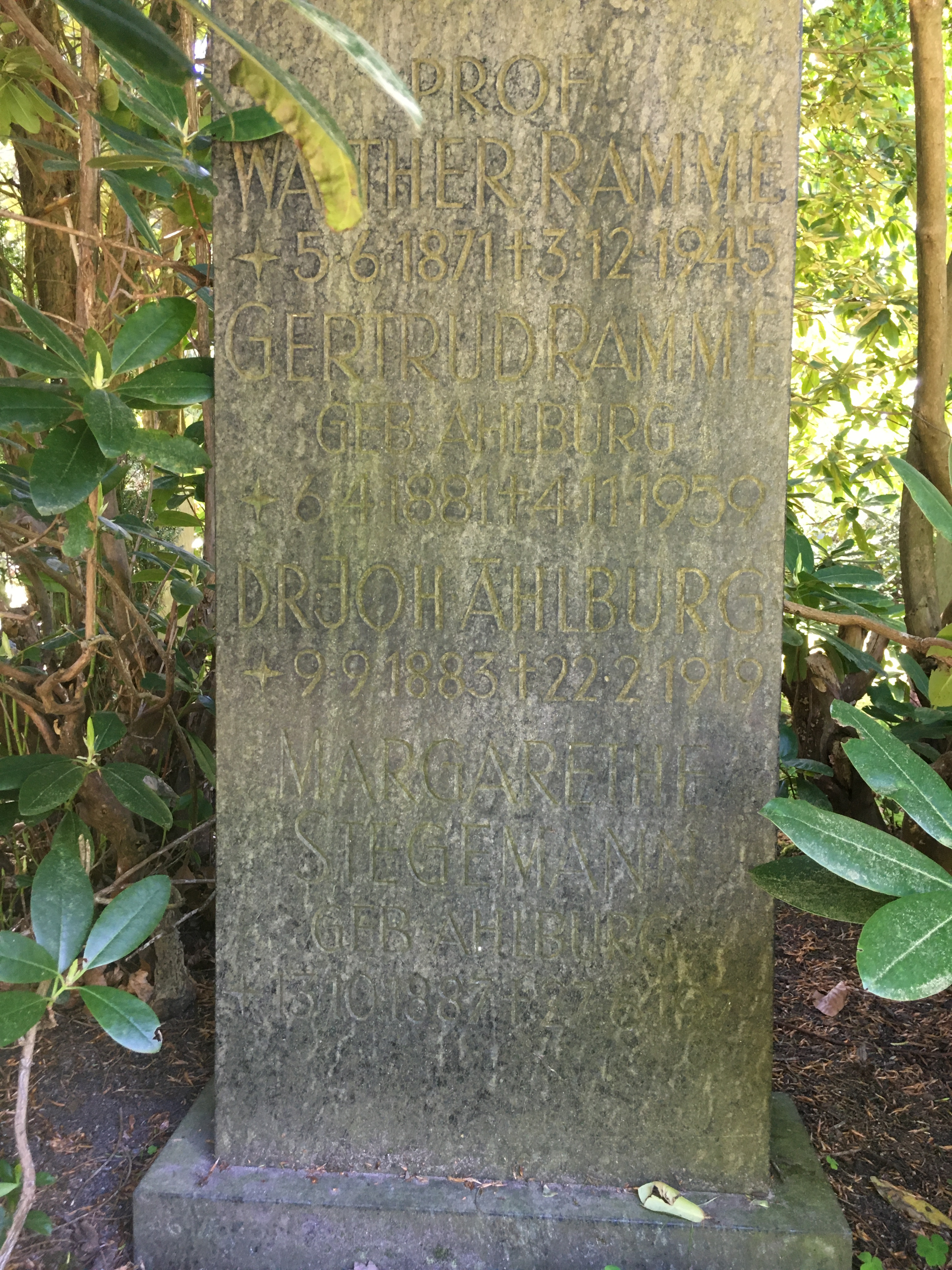
Grabstätte Johannes Ahlburg auf dem Friedhof Ohlsdorf

Johannes Heinrich Wilhelm Ahlburg (* 9. September 1883 in Treuenbrietzen; † 22. Februar 1919) war ein deutscher Geologe. 

## Leben
Der Sohn eines Lehrers lebte ab 1892 in Hamburg, wo er auf das Johanneum ging und 1902 das Abitur ablegte. Danach machte er eine praktische Ausbildung im Bergbau (Lautenthal, Kalisalzbergwerke Vienenburg und Barsinghausen) und studierte ab 1903 an der Bergakademie und der Universität in Berlin, unter anderem bei Wilhelm von Branca. 1906 wurde er über Paläontologie und Stratigraphie der Trias im südlichen Oberschlesien promoviert und war dann Assistent von Robert Scheibe an der Bergakademie, an der er 1906 das Examen als Bergreferendar ablegte (mit einer Arbeit über das Minette-Vorkommen in Lothringen). 1906 trat er als Probegeologe in die Preußische Geologische Landesanstalt (PGLA) ein und kartierte (anfangs mit Heinrich Lotz (1873–1943)) im Devon der Lahnmulde und deren Eisenerzlagerstätten. Ahlburg war aber auch viel im Ausland tätig, in Russland, Ungarn und im damals niederländischen Indonesien, insbesondere erforschte er die Geologie von Celebes. Zuletzt war er Königlicher Geologe.
Mit Wilhelm Kegel war er ein Pionier der Erforschung der Geologie des Lahn-Dill-Gebiets (Lahnmulde, Gießener Decke).
Im Ersten Weltkrieg war er anfangs Frontsoldat, kümmerte sich  dann aber um die Erschließung von Phosphorit- und Manganerz-Lagern im Lahngebiet. Er starb 1919 an der damals grassierenden Spanischen Grippe und wurde auf dem Hamburger Friedhof Ohlsdorf beigesetzt. Die Grabstätte liegt im Planquadrat AG 17 westlich von Kapelle 7.

## Mitgliedschaften
- 1906 Preußische Geologische Landesanstalt

## Schriften
- Die Trias im südlichen Oberschlesien, Abhandlungen PGLA, N. F., H. 50, 1906, Archive
- Der Erzbergbau in Steiermark, Kärnten und Krain, Zschr. f. Berg-, Hütten- u. Salinen-Wesen, Band 55, 1907, S. 463–521.
- Die nutzbaren Mineralien Spaniens und Portugals, Zschr. f. prakt. Geologie, Band 15, 1907, S. 183–210.
- Die Tektonik der östlichen Lahnmulde. – Zschr. Dt. Geol. Ges., Band 60, M.-B., 1908, S. 300–317.
- Die stratigraphischen Verhältnisse des Devons in der östlichen Lahnmulde. – Jb. PGLA, Band 31, T. 1, 1910, S. 448–481.
- Über den geologischen Aufbau von Nord-Celebes, Zschr. Dt. Geol. Ges., Band 62, M.-B., 1910, S. 191–202.
- Geologische Beziehungen zwischen den Eisenerzlagerstätten des Siegerlandes und des Lahn-Dillgebietes, Zschr. f. prakt. Geol., Band 19, 1911, S. 59–71.
- Nochmals der Vulkan Soputan in der Minahassa, Z. Dt. Geol. Ges., Band 63, 1911, S. 505–507.
- Zur Umrißform der Insel Celebes, Z. Dt. Geol. Ges., Band 63, 1911, S. 399–405.
- Über die Natur und das Alter der Erzlagerstätten des oberungarischen Erzgebirges, Mitt. aus dem Jb. d. K. ungar. geol. R.-A., Band 20, 1913, S. 375–408.
- Die neueren Fortschritte in der Erforschung der Goldlagerstätten Sibiriens. – Zschr. f. prakt. Geol., Band 21, 1913, S. 105–188.
- Versuch einer geologischen Darstellung der Insel Celebes. – Geol. u. pal. Abhdl., N. F., Band 12, 1913, H. 1.
- Über die geologische Weltkarte, Zschr. d. Ges. f. Erdk. zu Berlin, 1914, S. 218–223.
- Über das Tertiär und das Diluvium im Flußgebiet der Lahn, Jb. PGLA, Band 36, T. 1, 1915, S. 269–373.
- Über die Eisenerze und Eisenmanganerze des Lahngebietes und ihre Beziehungen zu Eruptivgesteinen, Zschr. f. prakt. Geol., Band 25, 1917, S. 29–38, 49–56.
- Die nutzbaren Bodenschätze des Lahngebietes als Grundlage des Lahnkanals, Wetzlar 1918
- Über die Verbreitung des Silurs, Hercyns und Rheinischen Devons und ihre Beziehungen zum geologischen Bau im östlichen Rheinischen Gebirge, Jb. PGLA, Band 40, T. 1, 1919, S. 1–82.
- Wilhelm Kegel: Abriß der Geologie der Lahnmulde. Erläuterungen zu einer von Johannes Ahlburg hinterlassenen Übersichtskarte und  Profildarstellung der Lahnmulde, mit 1 Übersichtskarte 1:125.000, Abhandlungen PGLA, N. F., H. 86, 1922

Neben einer geologischen Übersichtskarte der Lahnmulde 1:125.000 erstellte er geologische Spezialkarten von Braunfels, Weilburg, Weilmünster, Merenberg, Rodheim und Wetzlar.